# NGC 1643
NGC 1643 este o emission-line galaxy⁠(d) situată în constelația Eridanul. A fost descoperită în 28 noiembrie 1786 de către William Herschel. Se află la o distanță de 65,85 de megaparseci de Pământ.